# Петък 13-и, част II
„Петък 13-и, част II“ (на английски: Friday the 13th Part 2) е американски слашър филм на ужасите от 1981 г. Продължение е на „Петък 13-и“, 5 години по-късно след събитията.

## Сюжет
Внимание:  Текстът по-долу разкрива сюжета на произведението (или части от него)!
Нов убиец започва да напада посетителите на къмпинг Кристъл Лейк. Джейсън Ворхис се превръща в главния герой, след като в предния филм това е майка му. Първоначално, Петък 13-и, част II не е предвиден като продължение, но след популярността на първия филм и неговия изненадващ край, когато Джейсън Ворхис напада главната героиня, създателите на филма решават да върнат Джейсън и легендата за Кристъл Лейк, тенденция, която ще остане и за следващите филми.

## Актьорски състав
- Ейми Стийл – Джини Фийлд
- Джон Фърей – Пол Холт
- Ейдриън Кинг – Алис Харди
- Уорингтън Жилет – Джейсън Ворхис
- Уолт Горни – Лудият Ралф
- Стю Чарно – Тед
- Бил Рандолф – Джеф
- Марта Кобър – Сандра
- Том Макбрайд – Марк
- Лорън Мари-Тейлър – Вики
- Кирстън Бейкър – Тери
- Ръсел Тод – Скот